# 格羅頓 (紐約州村)
格羅頓（英語：Groton）是位於美國紐約州湯普金斯縣的村。

## 人口
根據2020年美國人口普查的數據，格羅頓的面積為4.50平方千米，皆為陸地。當地共有人口2145人，而人口密度為每平方千米477人。